# Паланцано
Паланцано (итал. Palanzano) —  коммуна в Италии, располагается в регионе Эмилия-Романья, в провинции Парма.
Население составляет 1277 человек (2008 г.), плотность населения составляет 18 чел./км². Занимает площадь 70 км². Почтовый индекс — 43025. Телефонный код — 0521.

## Демография
Динамика населения:

## Администрация коммуны
- Официальный сайт: http://www.comune.palanzano.pr.it/